# أغنية كولا
أغنية كولا (بالإنجليزية: Cola Song)‏ هي أغنية للمغنية الرومانية إينا والتي صدرت في عام 2014، والأغنية تم تسجيلها وأدائها بالتعاون مع المغني الكولومبي (J Balvin)، وتلقت الأغنية نجاحا تجاريا باهرا في الدول الأوروبية مثل روسيا و ألمانيا و سويسرا و تركيا، وتم تصوير فيديو كليب الأغنية في 14 من أبريل سنة 2014، والإخراج عاد لجون بيريز، وقد قدمت المغنية إينا رقصات استعراضية على الشاطئ في كوستاريكا وبرشلونة، وتم صدور الفيديو على الأنترنت في 15 من أبريل سنة 2015 ليحصل أكثر من 100،000،000 مشاهدة على اليوتيوب.